# Jan Maksymilian Fredro
Jan Maksymilian Fredro herbu Bończa, krypt.: X, (ur. 1784 w Surochowie, zm. 15 lutego 1845 w Paryżu) – generał brygady wojsk Królestwa Kongresowego, pułkownik wojsk napoleońskich, uczestnik kampanii napoleońskich 1812-1814, członek Rady Administracyjnej i Rady Stanu Królestwa Polskiego, tłumacz, dramatopisarz, krytyk teatralny i poeta. Adiutant cara Aleksandra I (od roku 1816), marszałek dworu królewskiego Mikołaja I Romanowa w 1830 roku, członek przybrany Towarzystwa Królewskiego Przyjaciół Nauk w Warszawie w 1829 roku. 

## Życiorys
Urodził się w rodzinie Jacka Fredry, ziemianina galicyjskiego, oraz Marianny Dembińskiej. Brat komediopisarza Aleksandra Fredry. Otrzymał w domu wychowanie półpolskie, półfrancuskie. W latach młodzieńczych przez dłuższy czas przebywał na dworze w Puławach. W roku 1806 w Warszawie wstąpił do 2 pułku piechoty, wkrótce został kapitanem adiutantem sztabu głównego. Kilka miesięcy później przeszedł do 2 pułki ułanów. W roku 1807 został odznaczony krzyżem Virtuti Militari.
Autor dramatu Harald (1827). Po upadku powstania listopadowego wyjechał do Paryża, gdzie jednak nie uczestniczył w życiu emigracji polskiej.
Był członkiem kapituły Rycerze Gwiazdy w loży wolnomularskiej Bracia Zjednoczeni, w 1808 roku mistrzem obrzędów loży.

## Odznaczenia
- Krzyż Kawalerski Orderu Virtuti Militari (1807)[8]
- Order Świętego Stanisława I klasy (11 września 1821 roku)[9]
- Kawaler Orderu Legii Honorowej[8]

## Twórczość

### Ważniejsze utwory
- Harald. Tragedia w 5 aktach wierszem, wyst. Warszawa 30 września 1827, fragm. Kolęda na r. 1828, Warszawa 1828; wyd. całości zobacz: Tragedie...
- Władza poezji (oda), wygł. na posiedzeniu Towarzystwa Przyjaciół Nauk 9 grudnia 1829, Rocznik Towarzystwa Warszawskiego Przyjaciół Nauk, t. 21 (1830), s. 327-340; przedr. P. Hertz w: Zbiór poetów polskich XIX w., ks. 1, Warszawa 1959
- Tragedie... Wydanie J.N. Bobrowicza z rękopismu autora, Lipsk 1837, zawartość: Dydona. Tragedia w 5 aktach wierszem; Harald. Tragedia w 5 aktach wierszem; Wanda. Tragedia w 5 aktach wierszem
- Poezje, rękopis: Biblioteka Czartoryskich
- Pamiętniki, niewydane, rękopis znajdował się w posiadaniu hr. Karłowej w Petersburgu (informuje Polski Słownik Biograficzny).

Ponadto jako członek Towarzystwa Iksów zamieszczał w latach 1815-1819 recenzje teatralne (pod krypt. X) w czasopismach: Gazeta Warszawska i Gazeta Korespondenta Warszawskiego i Zagranicznego.

### Przekłady
- J. Racine: Andromacha (informuje G. Korbut)
- J. Racine: Brytanik (informuje G. Korbut)
- J. Racine: Fedra (informuje G. Korbut)

Drobne przekłady ogłaszał w czasopismach i zbiorach: Kolęda na r. 1828 (tu: I. Kryłow „Osioł i słowik”), Tygodnik Krakowski (tu: Horatius: „Do Pirry”; „Do ludu”; 1834 nr 5-6).
Według S. Wasylewskiego pomagał Marii Wirtemberskiej przełożyć na piękną prozę polską napisaną pierwotnie po francusku powieść „Malwina”.

### Wydania zbiorowe
- Tragedie..., Lipsk 1837; zob. Twórczość

### Listy i materiały
- Do brata, Aleksandra Fredry, z lat 1822-1826, wyd. H. Biegeleisen w: A. Fredro Komedie, t. 1, Lwów 1897, s. 188-195
- Do K. Koźmiana, brak daty, rękopis: Biblioteka PAN, Kraków, sygn. 2031, t. 1, k. 193
- Protokoły 11 pierwszych posiedzeń Towarzystwa Iksów, 14 kwietnia – 4 czerwca 1815, pisane przez Fredrę i J. Lipińskiego; z rękopisu Biblioteki im. Sałtykowa-Szczedrina w Leningradzie, wyd. E'. S. Brynskij Iz istorii russko-sławianskich litieraturnych swiaziej XIX w., Moskwa-Leningrad 1963